# Kekkaishi no Ichirinka
Kekkaishi no Ichirinka (結界師の一輪華) là loạt tiểu thuyết Nhật Bản do Kureha sáng tác và Bodax minh họa. Tác phẩm bắt đầu được xuất bản dưới ấn hiệu Kadokawa Bunko của Kadokawa Shoten vào tháng 12 năm 2021. Phiên bản manga do Odayaka minh họa bắt đầu được đăng nhiều kỳ trên tạp chí trực tuyến B’s Log Comic của Enterbrain từ tháng 3 năm 2022.

## Nội dung
Từ thời xa xưa, Nhật Bản được duy trì bởi năm trụ pha lê ma thuật, được bảo vệ khỏi các bóng quái vật nhờ những kết giới do năm gia tộc pháp sư hùng mạnh duy trì. Hana Ichise sinh ra trong một nhánh gia tộc của một trong năm gia tộc đó, nhưng bị cha mẹ xem thường và ruồng bỏ vì bị cho là yếu đuối, trong khi họ ưu ái Hazuki, người chị song sinh tài năng hơn. Vào ngày sinh nhật thứ mười lăm, một sức mạnh to lớn bất ngờ được thức tỉnh bên trong Hana, nhưng cô quyết định che giấu năng lực mới của mình để một ngày nào đó có thể sống một cuộc đời yên bình và bình thường.
Ba năm sau, Saku Ichinomiya, tộc trưởng mới của gia tộc Ichinomiya, tìm kiếm một người vợ đủ mạnh để giúp duy trì kết giới quanh một trong năm trụ và chú ý đến Hana khi phát hiện ra năng lực thật sự của cô. Hana miễn cưỡng đồng ý kết hôn theo hợp đồng với Saku để đổi lấy 1 tỷ yên và một ngôi nhà ở nông thôn sau khi hoàn thành điều kiện của hợp đồng. Tuy nhiên, kế hoạch sống bình yên của cô bị phá vỡ khi tình cảm dần nảy sinh giữa cô và Saku, đồng thời cô cũng bị cuốn vào những xung đột mà các pháp sư đang phải đối mặt.

## Nhân vật
Hana Ichise (一瀬華 Ichise Hana)
Lồng tiếng bởi: Saori Ōnishi (PV)
Saku Ichinomiya (一ノ宮朔 Ichinomiya Saku)
Lồng tiếng bởi: Yuma Uchida (PV)

## Truyền thông

### Novel
Được viết bởi Kureha và minh họa bởi Bodax, Bride of the Barrier Master bắt đầu phát hành dưới ấn hiệu tiểu thuyết Kadokawa Bunko của Kadokawa Shoten vào ngày 21 tháng 12 năm 2021. Đã có năm tập được phát hành, tính đến ngày 24 tháng 12 năm 2024. Tập light novel được cấp phép phát hành tại khu vực Bắc Mỹ bởi Yen Press.
| # | Ngày phát hành       | ISBN              |
| - | -------------------- | ----------------- |
| 1 | 21 tháng 12 năm 2021 | 978-4-04-111883-2 |
| 2 | 21 tháng 9 năm 2022  | 978-4-04-112648-6 |
| 3 | 23 tháng 5 năm 2023  | 978-4-04-113681-2 |
| 4 | 22 tháng 2 năm 2024  | 978-4-04-114614-9 |
| 5 | 24 tháng 12 năm 2024 | 978-4-04-115537-0 |
| 6 | 25 tháng 8 năm 2025  | 978-4-04-116529-4 |

### Manga
Bản chuyển thể manga do Odayaka minh họa đã bắt đầu được đăng trên tạp chí trực tuyến B’s Log Comic của Enterbrain vào ngày 5 tháng 3 năm 2022. Tính đến tháng 7 năm 2025, các chương của manga đã được tập hợp thành sáu tập tankōbon.
Trong buổi hội thảo tại Anime Expo 2023, Yen Press thông báo rằng họ đã mua bản quyền phát hành bộ truyện tại khu vực Bắc Mỹ.
| # | Ngày phát hành       | ISBN              |
| - | -------------------- | ----------------- |
| 1 | 30 tháng 9 năm 2022  | 978-4-04-737200-9 |
| 2 | 1 tháng 5 năm 2023   | 978-4-04-737484-3 |
| 3 | 28 tháng 12 năm 2023 | 978-4-04-737796-7 |
| 4 | 1 tháng 5 năm 2024   | 978-4-04-737988-6 |
| 5 | 27 tháng 12 năm 2024 | 978-4-04-738241-1 |
| 6 | 1 tháng 7 năm 2025   | 978-4-04-738506-1 |

## Đón nhận
Vào tháng 1 năm 2024, Yen Press thông báo rằng loạt tiểu thuyết này là một trong năm tác phẩm light novel bán chạy nhất của họ trong năm 2023.
Bản chuyển thể manga, cùng với Koigakubo-kun Stole My First Time, đã giành Giải thưởng Truyện tranh dành cho nữ tại cuộc thi “Minna ga Erabu!! Denshi Comic Taishō 2024” của NTT Solmare vào năm 2024.
Tính đến tháng 5 năm 2024, bộ truyện đã có hơn 1,3 triệu bản lưu hành. Tính đến tháng 12 năm 2024, bộ truyện đã có hơn 1,7 triệu bản lưu hành.